# Championnat du Cameroun de baseball
Le championnat du Cameroun de baseball fut créé en 1998.

## L'édition 2008
Clubs
- Yaoundé Tigers Baseball Club
- Yaounde Blue Marine
- Wonder Dream de Mimboman
- Turtles Baseball & Softball Academy
- Indians Baseball & Softball Academy
- Injs Gold Diggers
- University of Yaounde II - SOA MAGIC HITTERS
- University of Yaounde I
- National Sixers
- Softball & Baseball of Manjo
- Atlantic Warriors
- Mfandena Sky